# 石丸久
石丸 久（いしまる ひさし、1921年10月31日 - 1999年12月26日）は、日本の近代文学者。早稲田大学講師、早稲田大学高等学院教諭、代々木ゼミナール講師。

## 人物
北海道河東郡帯広町（現帯広市）に父・庄七と母・なほこの長男として生まれる。ヨーロッパでの生活経験があり英語・ドイツ語・フランス語に堪能。旧制千葉県立佐倉中学校、旧制静岡高等学校、旧制第二早稲田高等学院を経て、早稲田大学・および同大学院を卒業。大手大学受験予備校代々木ゼミナールの講師も務めた。後に早稲田大学教授。（石丸を「教授」としているのは小田原市の資料のみであり、他の資料では「講師」と記されている。要検証。）
2012年、夫人の希望によって、架蔵していた北原白秋の初版本60冊ほど（評価額150万円以上）が小田原市に寄贈された。

## 著書
- 『現代国語 入試戦法 急所と対策』（有精堂出版、1967年4月）
- 『私の漢字教室 わるいカンジ・いいカンジ』（学芸図書、1973年）
- 『おもかげ艸子 古典の心をかいまみて』（学芸図書、1974年）
- 『国語がおもしろくなる本　ガリ勉よりゆっくり行こう!』（潮文社リヴ、1974年）
- 『魂（たま）ぞかへらむ』（学芸図書、1974年）
- 『石丸の現代国語』（代々木ライブラリー、1976年）
- 『現代国語ゼミナール』有精堂、1976年）
- 『現代文学通観』（学芸図書、1976年）
- 『受験ゼミ漢字100話』（旺文社、1977年）
- 『漢字問題の総しあげ 短期演習』（三省堂 1978年）
- 『現代日本文学史概説』（学芸図書、1979年頃）

## 共編著
- 伊狩章、村松定孝共編著『現代日本文学』矢島書房、1955年
- 『わるいカンジいいカンジ 正しい漢字の記憶法』矢島書房、1961年